# چیکینیو (بازیکن فوتبال، زاده ۱۹۹۵)
فرانسیسکو لئونل لیما سیلوا ماچادو (پرتغالی: Francisco Leonel Lima Silva Machado؛ زادهٔ ۱۹ ژوئیهٔ ۱۹۹۵) که با نام چیکینیو شناخته می‌شود، بازیکن فوتبال اهل پرتغال است.
از باشگاه‌هایی که در آن بازی کرده‌است می‌توان به لیتشوئس، لوکوموتیو زاگرب، آکادمیکا، بنفیکا و موریرنز اشاره کرد.